# Перов, Юрий Митрофанович
Юрий Митрофанович Перов (22 марта 1938 — 26 марта 2024) — советский и российский учёный, доктор медицинских наук, профессор; ректор Кубанского медицинского института. Гранд-доктор философии (Брюссель), член-корреспондент академии социальных и педагогических наук (Москва), академик международной академии наук экологии и безопасности жизнедеятельности (Санкт-Петербург).
Автор и соавтор более 500 печатных научных работ, включая 14 монографий, а также автор одного изобретения.

## Биография
Родился в 1938 году.
После окончания школы и получения высшего образования, начал свой путь в науке в Кубанском медицинском институте им. Красной Армии (ныне Кубанский государственный медицинский университет) на кафедре нормальной физиологии. В 1964 году поступил в аспирантуру и под руководством профессора П. М. Старкова в 1968 году защитил кандидатскую диссертацию на тему «Изменение двигательных условных рефлексов при местном охлаждении сенсомоторных центров коры больших полушарий». Под его руководством защищено 11 кандидатских диссертаций.
В 1995 году Юрий Митрофанович Перов организовал негосударственный Кубанский медицинский институт, ректором которого является по настоящее время. В этот вуз зачисляются абитуриенты в основном из сельской местности, которым не хватило мест в Кубанском государственном медицинском университете.
Кубанский медицинский институт был образован на базе Кубанского государственного медицинского университета, но в 2009 году КубГМУ вышел из состава учредителей. Учредителями КубМИ являются 37 профессоров — известных учёных и заслуженных врачей Кубани, многие из которых преподают в институте.
Ю. М. Перов имел правительственные награды СССР, Чехословакии, ГДР. Он удостоен знаков «Отличнику здравоохранения» и «Изобретатель СССР». Награждён медалью ВДНХ СССР, а также медалями имени М. В. Ломоносова и имени Я. А. Коменского. Являлся лауреатом премии Правительства Краснодарского края.
Умер 26 марта 2024 года в возрасте 86 лет. Похоронен 28 марта 2024 года. Координаты могилы 45°04′20″ с. ш. 38°55′23″ в. д.